# کپلر-۳۷دی
کپلر-۳۷دی (انگلیسی: Kepler-37d) یک سیاره فراخورشیدی است که توسط تلسکوپ فضایی کپلر در فوریه ۲۰۱۳ کشف شد.
این سیاره فراخورشیدی در فاصله ۲۰۹ سال نوری در صورت فلکی شلیاق قرار دارد. با دوره مداری ۳۹٫۸ روز، این بزرگ‌ترین سیاره از سه سیاره شناخته شده‌است که به‌دور ستاره مادر کپلر-۳۷ می‌چرخند.
مطالعه‌ای در سال ۲۰۲۱، کپلر-۳۷دی را از طریق سرعت شعاعی شناسایی کرد و جرمی در حدود ۵٫۴ برابر جرم زمین برای آن یافت، اما بررسی دیگری در سال ۲۰۲۳ حد بالای جرم آن را تنها ۲ جرم زمین دانست. در هر صورت، این سیاره یک سیاره سنگی نیست، بلکه یک سیاره با چگالی کم و سرشار از مواد فرار است.

## ستاره مادر
این سیاره به دور یک ستاره (نوع G) مشابه خورشید به نام کپلر-۳۷ می‌چرخد که در مجموع چهار سیاره به دور آن می‌چرخند. جرم این ستاره 0.80 M☉ و شعاع R☉ ۰٫۷۹ است. دمای آن ۵۴۱۷ کلوین است و ۵٫۶۶ میلیارد سال قدمت دارد. در مقایسه، خورشید ۶٫۴ میلیارد سال سن دارد.
قدر ظاهری این ستاره یا میزان روشنایی آن از دیدگاه زمین ۹٫۷۱ است.